# Alfonso García Robles
Alfonso García Robles (Zamora de Hidalgo, 20 de Março de 1911 — Cidade do México, 2 de Setembro de 1991) foi um diplomata mexicano.
Foi agraciado com o Nobel da Paz de 1982, delegado na Assembleia Geral de Desarmamento, das Nações Unidas.
Formou-se em Direito na Universidade Nacional Autónoma do México e fez pós-graduações no Instituto de Estudos Superiores Internacionais da Universidade de Paris em 1936 e na Academia de Direito Internacional da Haia na Países Baixos em 1938.
Entre 1975 e 1976 foi o embaixador mexicano nas Nações Unidas. Desempenhou um papel crucial no desarmamento da região da América Latina com o Tratado de Tlatelolco de 1967, como na ONU promovendo o desarmamento geral.
Partilhou o Nobel da Paz de 1982 com a diplomata, ministra e escritora sueca Alva Myrdal, por defender o desarmamento nuclear.